# Derrick Rostagno
Derrick Rostagno (n, 25 de octubre de 1965 en Hollywood, Estados Unidos) es un jugador de tenis estadounidense. En su carrera ha conquistado 2 torneos ATP y su mejor posición en el ranking de individuales fue Nº13 en noviembre de 1991 y en el de dobles fue Nº142 en octubre de 1989.